# جسیکا اسکات کرین

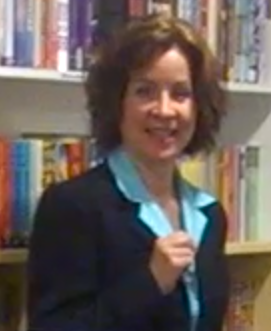
جسیکا اسکات کرین، نویسنده کانادایی - ۲۰۱۸

جسیکا اسکات کرین نویسنده کانادایی در حوزه کودکان است. او با نوشتن کتاب‌های داستانی برای ردهٔ سنی نوجوانان و جوانان، به‌شهرت رسید.

## اوایل زندگی و تحصیلات
کرین در آلبرتا متولد شد و بعد از آن در همان مکان رشد پیدا کرد. او در آلبرتا، در مدرکی را در رشته علوم سیاسی و روانشناسی و در دانشگاه کلگری اخذ نمود و بعد از آن در همان دانشگاه فارغ التحصیل شد. کرین بعدها در «دانشکده هنر و طراحی نوا اسکوشیا» تحصیل می‌کند و در همان دانشکده و در رشته هنرهای زیبایی در سال ۱۹۸۸ از آنجا فارغ التحصیل می‌شود، او بعدها مدرک کارشناسی ارشد خود را در رشته مدیریت دولتی از دانشگاه دالهاوزی اخذ می‌نماید.

## حرفه
کرین پس از فارغ التحصیلی در هالیفاکس ماندگار شد و بعد از آن تعدادی کتاب درحوضه کودکان نوشت ، که برخی از آنان شامل مارتین بریج ، مجموعه داستان کوتاه هشت کتابی پرفروش، آن بودند ، که این کتب ها یکی از شاخص ترین کتاب های کرین به شمار می رفتند.   از جمله کار های کرین میتوان دو رمان اسرارآمیز با الهام از مکان دفن پیشین تحت عنوان های سگ خالدار آخرین دیده    و سگ گمشده خالدار نام برد.  و برخی دیگر را کار های او ماجراجویی سفر به نام " چیزهایی که اوون نوشت " بود.      و یکی دیگر از کار های شاهکار او کتاب مصور به نام " قلعه درختی بهتر " بود که آن را هم رقیمه نمود.      
کتاب های کرین در نوبت نخست خود شامل شخصیت ها و محیط های ساحل شرقی اقیانوس اطلس می شود. کتب های او  اغلب به زبان های فرانسوی، روسی، سوئدی، ترکی و کرواتی رقیمه و ترجمه می شود.